# إدريس الشرادي
إدريس بن حامد الشرادي (1937–1986 كاليفورنيا، الولايات المتحدة) هو الاسم المستعار للروائي المغربي المسمى بالعربي العياشي وقد تَرجم باول بولز بعض أعماله من العربية إلى الإنجليزية، ومن ضمنها «حياة مليئة بالحفر»، والذي أصبح معروفاً عالمياً. وتُرجم إلى الألمانية في عام 1967م. 